# Asztalos András (mecénás)
Asztalos András (? – Nagyszombat, 1611) nagyszombati mecénás.

## Élete
Életéről kevés adat maradt fenn. Gazdag nagyszombati polgár volt, aki az 1600-as évek elején több diákot is segített mecénásként külföldi tanulmányainak elvégzésében.
1607-1609 között saját házában adott otthont a nagyszombati református iskolának.
Szenczi Molnár Albertnek is többször küldött jelentős segélyt, és művének megjelentetéséhez is hozzájárult támogatásával. Élénk levelezésben állt Szenczi Molnár Alberttel és Gregorius Rémussal is.
Mecénása volt Taksonyi Péter (RMK III 993, 1602. aug. 28.) és Samarjai Máté János (David Pareus: Disputationum theologicarum publice...habitarum volumenunum. Heidelberg 1611 101—109.) lapján megjelent disputációjának is. Ezeken kívül Szepsi
Mihályt (valószínű Szepsi Láni Mihályt) és Foktó'i Mihályt is segítette külföldi
tanulmányaik során.